# Canoinhas Atlético Clube (2006)
O Canoinhas Atlético Clube Ltda. ou apenas Canoinhas, é um clube de futebol brasileiro da cidade de Canoinhas, Santa Catarina. O clube foi fundado como Navegantes Esporte Clube em 2006, já se chamou Sport Club Litoral com sede na cidade de Penha em 2015, e em 2016 se fundiu com o Almirante Barroso competindo com o nome e as cores do clube itajaiense até 2019. A partir de 2020 a fusão é desfeita e o clube voltou a jogar como Navegantes Esporte Clube seu nome de fundação. Já mandou jogos na cidade de São João Batista e Camboriú e a partir de 2022 muda novamente seu nome e sua cidade, atualmente disputa a Terceira Divisão do futebol catarinense, manda seu jogos no Ditão.

## História
Fundado em 29 de março de 2006 como clube-empresa e com a ajuda da prefeitura local, o Navegantes Esporte Clube, popularmente chamando de NEC, teve no seu ano de estreia o vice-campeonato do segundo turno da divisão de acesso, atual terceira divisão. Em 2007 com uma série de desistências conquistou o acesso para divisão especial de 2008. Em 2008 disputou a divisão especial, em parceria com o Caçador, o time foi chamado provisoriamente de NEC/Caçador. No segundo ano disputando a divisão especial fez uma campanha vexatória conquistando apenas duas vitórias em 18 partidas, protagonizando dois W.O e acabou rebaixado. Em 2011 licenciou-se, retornando em 2012 na terceira divisão, terminando na penúltima colocação.

### Sport Clube Litoral
No ano de 2015, o clube solicitou a mudança de nome junto à CBF/FCF, a partir de maio do mesmo ano a situação do clube foi regularizada sob a denominação de Sport Club Litoral, com sede em Penha, mandando seus jogos em Itajaí. Sua estreia oficial como SC Litoral, ocorreu em 15 de agosto, contra o Maga, onde venceu por 3 a 0. O SC Litoral fez uma boa campanha na terceira divisão, se consagrando vice-campeão, e com a desistência do Atlético de Ibirama, conquistou o acesso para a Série B de 2016.

### Almirante Barroso
Nos primeiros meses de 2016, o clube anunciou uma parceria com o clube social CN Almirante Barroso, antigo time profissional que estava licenciado há mais de 40 anos, onde o Litoral assumiria a parte administrativa do clube e abraçaria a história e marca futebolística do clube itajaiense, pois pretende atrair mais torcedores e visibilidade. Com isso, o SC Litoral adota o nome e as cores do Almirante Barroso, se tornando assim um clube fênix do antigo Almirante Barroso.
Logo no Primeiro ano de parceria, veio o primeiro título, a  Série B de 2016.

### Novamente Navegantes
Para a temporada 2020 a parceria com o Almirante Barroso foi desfeita e além de o clube retornar ao seu antigo nome de Navegantes Esporte Clube, o clube não foi promovido para a Série A pois o estádio do Almirante Barroso estava impossibilitado de receber partidas, sendo obrigado a ceder assim a vaga para o Juventus de Jaraguá, disputando novamente a Série B mesmo após o título.

### Canoinhas
Em 2022, o clube novamente mudou de nome e passa a se chamar oficialmente Canoinhas Atlético Clube reativando assim o mesmo nome do Canoinhas extinto dos Anos 80 e 90, e do outro Canoinhas de 2012/2014, porém sem nenhuma ligação entre os clubes a não ser o mesmo nome, agora jogando e treinando na cidade canoinhense.

## Títulos
| ESTADUAIS | ESTADUAIS                        | ESTADUAIS | ESTADUAIS   |
|           | Competição                       | Títulos   | Temporadas  |
|           | Campeonato Catarinense - Série B | 2         | 2016 e 2019 |
| --------- | -------------------------------- | --------- | ----------- |

### Campanhas de destaque
- 2º lugar no Campeonato Catarinense - Série C: 1 (2015)

## Participações
|  | Participações em 2023 |

Competições Oficiais
| Competição     | Competição          | Temporadas | Melhor campanha       | Estreia | Última | P | R |
| Santa Catarina | Série A             | 1          | 9º colocado (2017)    | 2017    | 2017   |   | 1 |
| Santa Catarina | Série B             | 6          | Campeão (2016 e 2019) | 2008    | 2020   | 1 | 2 |
| Santa Catarina | Série C             | 9          | Vice-Campeão (2015)   | 2006    | 2023   | 2 |   |
| Santa Catarina | Copa Santa Catarina | 2          | 7º colocado (2018)    | 2018    | 2019   |   |   |